# Gotlands Fornsal

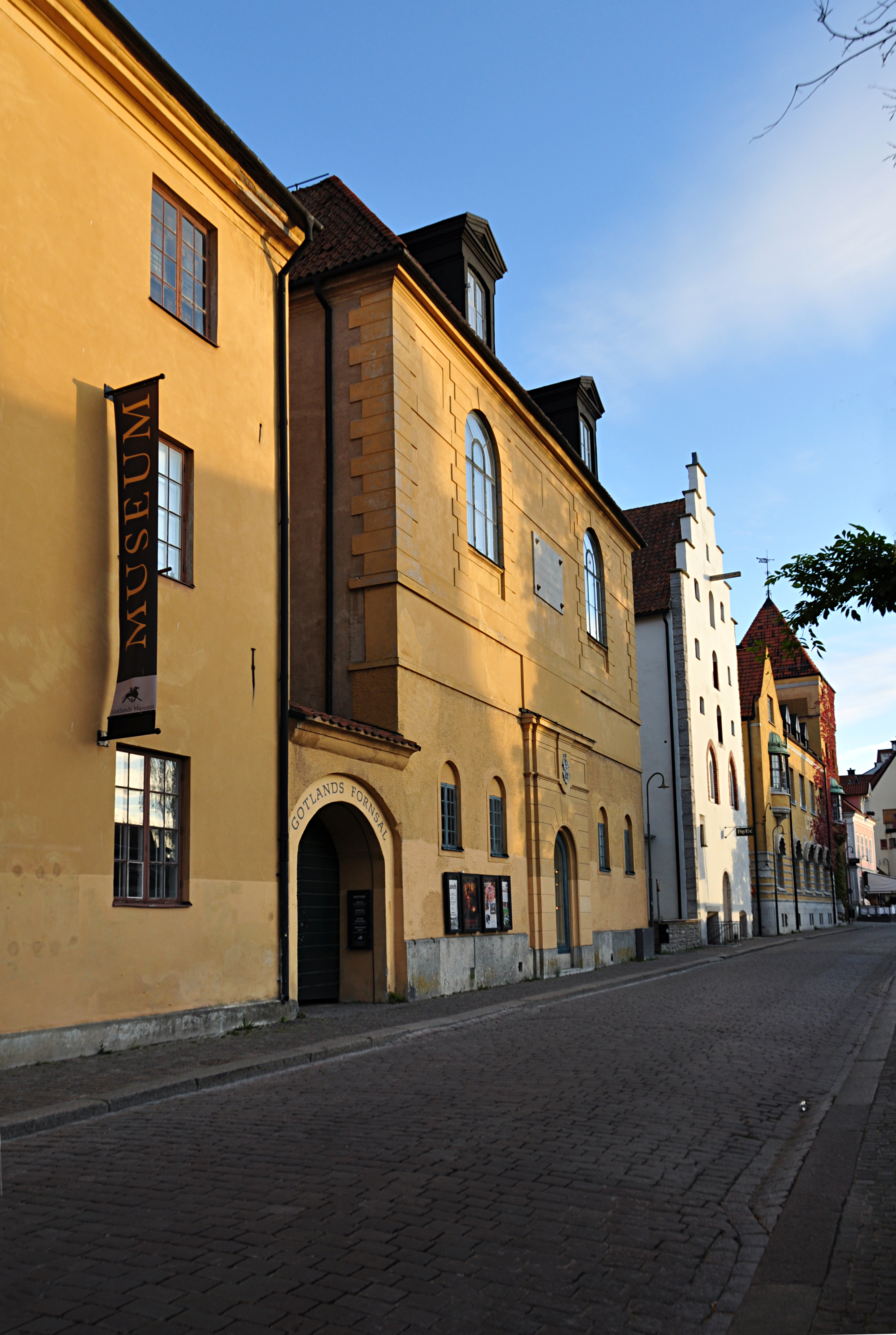
Das Museum

Das Museum Gotlands Fornsal, in der Strandgatan 12 in Visby,  zeigt die Vergangenheit von Visby und Gotland in Schweden. Untergebracht in einer Brennerei aus dem 18. Jahrhundert und einem mittelalterlichen Lager, zeigt es in fünf Geschossen 8000 Jahre Geschichte. 

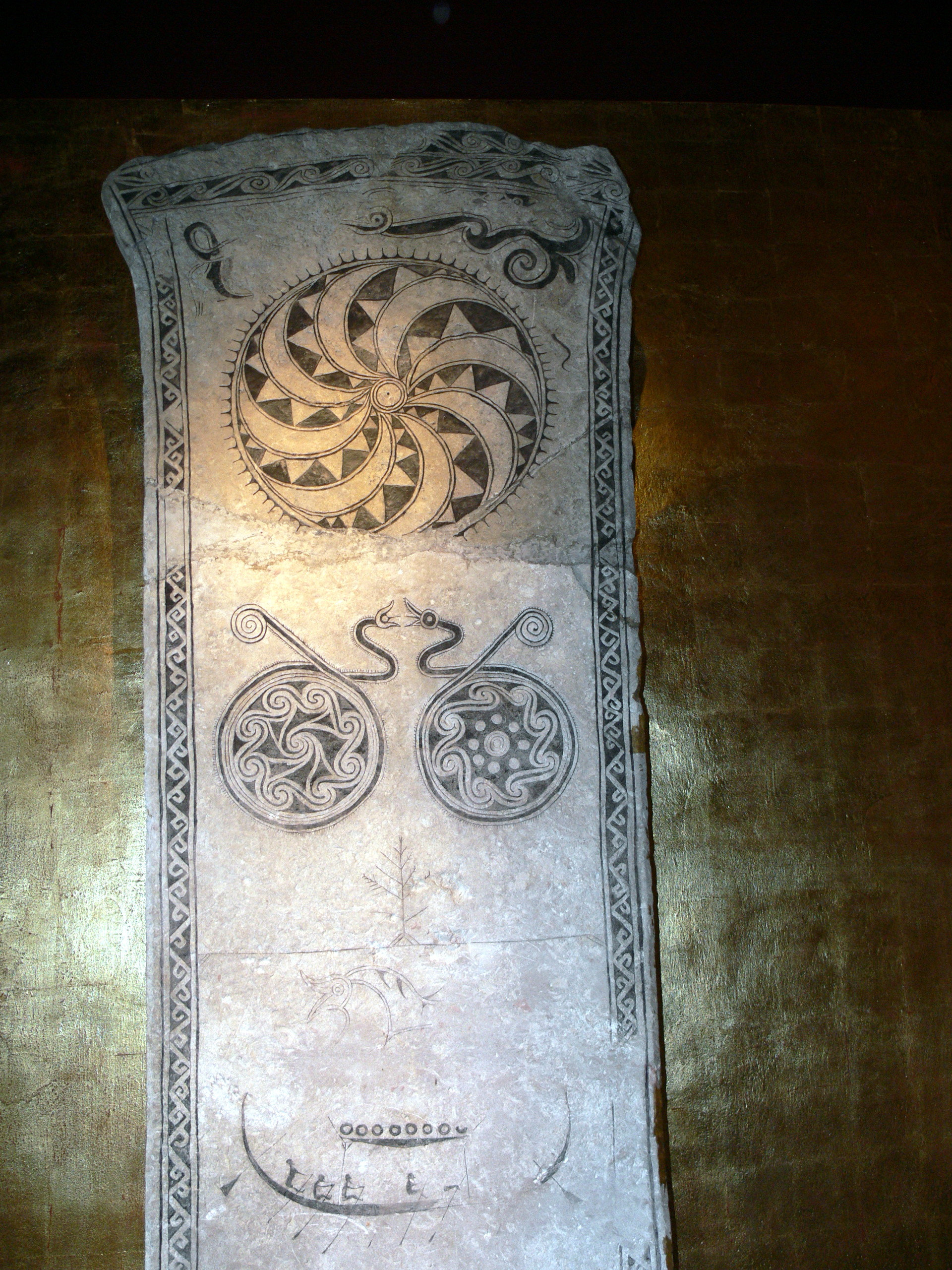
Bildstein mit Wirbelrad

Zu den eindrucksvollen Etappen gehören die Halle der Bildsteine, eine Sammlung verzierter Steine aus dem 5. bis 11. Jahrhundert, und die Ausstellung der Spillings Horte, den reichsten der 700 Gotlandhorte. Der 1999 gefundene Schatz, mit Münzen aus der arabischen Welt, England und Deutschland wiegt 85 Kilogramm. Die Halle der prähistorischen Gräber zeigt in den Vitrinen Skelette aus 6000 Jahren. Andere Räume zeigen die mittelalterliche Geschichte Visbys, darunter einen Verkaufsstand, wo Händler Honig, Kalk, Pelze, Teer und Wachs aus dem nördlichen Europa austauschten. Die neuere Geschichte beginnt mit dem abgesetzten König Erik von Pommern, der sich von 1439 bis 1448 nach Gotland zurückzog, und führt durch die Jahre der dänischen Herrschaft von 1361 bis 1645, mit dem Höhepunkt des Handels im 16. Jahrhundert.